# 趙成禹
趙 成禹（チョ・ソンウ、1963年8月16日 - ）は、韓国の映画音楽家、実業家。大学の同窓生であるホ・ジノの監督映画の音楽などを手掛けた。合成皮革加工と映画事業を行うM&FC（エムアンドエフシー）のCEO。韓国企業として初めて日本企業に対する敵対的M&Aを行った。

## 映画音楽家としての活動
ソウル生まれ。延世大学校哲学科卒業。哲学博士。子供のころから音楽に親しんだ。大学の同級生だった映画監督のホ・ジノが製作した短編映画「コチョルのために」（1993年）の音楽を担当し、映画音楽の世界に入った。『ランナウェイ』（1996年）で音楽監督デビュー。『八月のクリスマス』（1998年）で脚光を浴びて以降、『春の日は過ぎゆく』（2001年）、『ほえる犬は噛まない』（2001年）、『ラスト・プレゼント』（2001年）や、ペ・ヨンジュン主演『四月の雪』（2005年）など数々の映画の音楽、『雪の女王』などテレビドラマの音楽を担当した。日韓合作テレビドラマ『フレンズ』（2002年）や日本映画『犬と私の10の約束』（2008年）の音楽も手掛けた。

## 実業家としての活動
1999年、映画製作会社「ミュージック・アンド・フィルム・クリエーション」を設立。2006年5月、コスダック上場の合成皮革メーカー「ドンウ」を買収。社名を「ドンウM&FC」とした。2007年3月にはテレビショッピング会社「コリア・ホーム・ショッピング」を買収。同年4月、M&FCに社名変更。同年6月、時計バンドなどの中堅メーカー、日本精密の経営を敵対的M&Aで手に入れた（M&FCの項目参照）。